# Élections législatives de 1956 dans le Tarn
Les élections législatives de 1956 dans le Tarn sont des élections françaises qui ont eu lieu le 2 janvier 1956 dans le département du Tarn dans le cadre des élections législatives françaises de 1956, sous la IVe République.
Ce sont les dernières élections législatives de la Quatrième république, après les élections de novembre 1946 et de juin 1951.

## Mode de scrutin
L'Assemblée nationale est composée de 626 sièges pourvus au scrutin proportionnel plurinominal suivant la règle de la plus forte moyenne dans le cadre départemental, sans panachage.
Le vote préférentiel est admis, en inscrivant un numéro d'ordre en face du nom d'un, de plusieurs ou de tous les candidats de la liste. Mais l'ordre ne pourra être modifié que si au moins la moitié des suffrages portés sur la liste est numéroté. Dans les faits les modifications ne dépasseront jamais les 7%.
La loi électorale du 7 mai 1951, dite loi des apparentements, reste en vigueur. Elle permet à la base une répartition des sièges à la représentation proportionnelle dans le département, mais si des listes « apparentées » avant le déroulement du scrutin obtiennent ensemble une majorité absolue de suffrages exprimés, elles reçoivent directement tous les sièges à pourvoir.
Dans le département du Tarn, quatre députés sont à élire.

## Élus
| Député sortant        | Parti | Parti   | Député élu ou réélu   | Parti | Parti |
| --------------------- | ----- | ------- | --------------------- | ----- | ----- |
| Maurice Deixonne      |       | SFIO    | Maurice Deixonne      |       | SFIO  |
| Lucien Coudert        |       | Rad-soc | Marcel Pélissou       |       | PCF   |
| François Reille-Soult |       | MRP     | François Reille-Soult |       | MRP   |
| Clément Taillade      |       | MRP     | Alfred Reynès         |       | UFF   |

## Résultats

### Résultats à l'échelle du département
Un seul apparentement regroupe les trois listes poujadistes.
La liste des Rép. soc s'est retirée avant le jour de vote, mais elle reste inscrite à la préfecture. 
| Parti    | Parti                                                                      | Tête de liste         | Résultats | Résultats | Appar. | Appar. | Sièges |
| Parti    | Parti                                                                      | Tête de liste         | Voix      | %         | Voix   | %      | Nb.    |
| -------- | -------------------------------------------------------------------------- | --------------------- | --------- | --------- | ------ | ------ | ------ |
|          | Section française de l'Internationale ouvrière                             | Maurice Deixonne      | 33 913    | 20,49     | -      | -      | 1      |
|          | Parti communiste français                                                  | Marcel Pélissou       | 33 268    | 20,10     | -      | -      | 1 1    |
|          | Union et fraternité française                                              | Alfred Reynès         | 32 900    | 19,87     | 23 341 | 14,10  | 1 1    |
|          | Défense des intérêts agricoles et viticoles                                | Marcel Reynaud        | 32 900    | 19,87     | 6 143  | 3,71   | -      |
|          | Action civique de défense des consommateurs et des intérêts familiaux      | Roger Barthe          | 32 900    | 19,87     | 3 416  | 2,06   | -      |
|          | Mouvement républicain populaire                                            | François Reille-Soult | 26 981    | 16,30     | -      | -      | 1 1    |
|          | Centre national des indépendants et paysans-Action républicaine et sociale | Henri Yrissou         | 22 476    | 13,58     | -      | -      | -      |
|          | Parti républicain, radical et radical-socialiste                           | Lucien Coudert        | 14 697    | 8,88      | -      | -      | - 1    |
|          | Rép. soc                                                                   | Pierre Berthaud       | 0         | 0,00      | -      | -      | -      |
|          |                                                                            |                       |           |           |        |        |        |
| Inscrits | Inscrits                                                                   | Inscrits              | 202 412   | 100,00    |        |        | 4      |
| Votants  | Votants                                                                    | Votants               | 171 002   | 84,48     |        |        |        |
| Exprimés | Exprimés                                                                   | Exprimés              | 165 542   | 96,81     |        |        |        |